# 何贤芬
何贤芬（1935年2月4日—2020年8月11日），浙江金华人，中国越剧演员，二级演员，浙江越剧团原副团长，中国戏剧家协会会员。

## 生平
1935年2月4日生于浙江金华。8岁时南迁至武义宣平县的浙江省立贫儿院。1950年金华中学初中毕业后，加入金华地委文工团，任舞蹈歌唱演员。1952年转入浙江省文工团歌剧队（1953年更名为浙江越剧团），师从昆剧名师传锟、姚传芗及京剧名师鲁桂春、郭兵。何贤芬是新中国成立后第一代越剧男小生，先后出演近90多个古今剧目。1988年任浙江越剧团副团长，主管演出业务工作。1996年1月退休。晚年参与编撰《中国越剧大典》。2020年8月11日凌晨3时逝世。

## 饰演
| 剧名               | 饰演角色 |
| ------------------ | -------- |
| 《风雪摆渡》       | 三小子   |
| 《雨前曲》         | 蔡新华   |
| 《春到草原》       | 李虹     |
| 《豹子湾战斗》     | 丁勇连长 |
| 《南方怒火》       | 山斧     |
| 《五月潮》         | 海松山   |
| 《智擒座山雕》     | 杨子荣   |
| 《代代红》         | 志成     |
| 《战斗的青春》     | 李铁     |
| 《龙江颂》         | 李志田   |
| 《强者之歌》       | 薛寒冰   |
| 《光荣的减产主任》 | 兴隆队长 |